# Zdeněk Bláha (Drehbuchautor)
Zdeněk Bláha (* 9. Mai 1925 in Prag, Tschechoslowakei als Zdeněk Locperk; † 31. Juli 1978 ebenda) war ein tschechischer Drehbuchautor.
Zdeněk nahm den Mädchennamen Bláha seiner Mutter an. 1944 machte er sein Abitur und arbeitete anschließend als Hilfsarbeiter bis Kriegsende. 1945 begann er ein Studium an der Philosophische Fakultät der Karls-Universität. 1951 beendete er sein Studium der Theaterwissenschaften mit dem PHDr. Bereits 1948 und 1949 arbeitete er als Filmdramaturg. Im Anschluss bis 1950 war er Dramaturg des Städtischen Theaters Prag und in den Jahren 1950–1956 und 1964–1967 Dramaturg des (Mittel-)Tschechischen Theaters.
Blaha arbeite zwischen 1948 und 1963 als Dramaturg beim tschechoslowakischen Rundfunk. Von 1956 bis 1961 war er Chefdramaturg.

## Filmographie (Auswahl)
- 1948: Andelský kabát
- 1962: Der Mann aus dem 1. Jahrhundert
- 1965: Byla jednou jedna Budoucnost
- 1966: Tausendschönchen – kein Märchen
- 1968: Spravedlnost pro Selvina
- 1969: Der Scherz
- 1969: Das Rätsel von Piskov
- 1970: Zizkuv mec
- 1971: Ein Mordanschlag
- 1972: Hochzeit ohne Ring
- 1973: Mordversuch
- 1991: Pilát Pontský, onoho dne